# Vriesea dodsonii
Vriesea dodsonii är en gräsväxtart som beskrevs av Lyman Bradford Smith. Vriesea dodsonii ingår i släktet Vriesea och familjen Bromeliaceae. Inga underarter finns listade i Catalogue of Life.